# J24
De J24 zeilklasse is de grootste kielbootklasse van de wereld. In 40 landen wordt er, verdeeld over 150 vloten, actief wedstrijden gezeild. De hoge organisatiegraad in combinatie met de strikte one-design rule maakt het een van de meest competitieve wedstrijdklassen van de wereld. In Nederland telt de vloot ongeveer 45 boten, waarvan een boot of 10 klassewedstrijden varen, en een aantal af en toe ook internationaal.